# جامعة تكساس الطبية
جامعة تكساس مدرسة الطب في هيوستن (بالإنجليزية: University of Texas Medical School at Houston) هي إحدى الكليات لتدريس الطب في الولايات المتحدة الأمريكية. تقع في مدينة هيوستن في ولاية تكساس الأمريكية. نوع الشهادة الطبية التي يتم تحصيلها هناك هي "MD". يتبع لكلية الطب مركز إم دي أندرسون للسرطان.

## التاريخ
موقع جامعة تكساس مدرسة الطب في هيوستن تم الاتفاق عليه بين غالفسون و هيوستن (تكساس) في تصويت عام 1881

## الفرع الطبي لجامعة تكساس مدرسة الطب
الفرع الطبي لجامعة تكساس مدرسة الطب (بالإنجليزية: University of Texas Medical Branch School of Medicine) هي إحدى الكليات لتدريس الطب في الولايات المتحدة الأمريكية. تقع في مدينة غالفيستون في ولاية تكساس الأمريكية. نوع الشهادة الطبية التي يتم تحصيلها هناك هي دكتور في الطب.